# Venera 12
Venera 12 (Венера-12 en rus) va ser una missió espacial no tripulada de l'antiga Unió Soviètica al planeta Venus. Llançada el 14 de setembre de 1978, va transmetre dades des de la superfície venusiana durant 110 minuts a la nau principal fins que la aquesta es va allunyar del rang de recepció per agafar una òrbita heliocèntrica.

## La missió
La Venera 12 fou llançada el 14 de setembre de 1978 a les 02:25:13 UTC des del cosmòdrom de Baikonur (Kazakhstan). Es va utilitzar un coet Proton-K per a l'impuls de sortida.
La sonda es va separar de la seva nau principal el 19 de desembre de 1978 i va entrar a l'atmosfera de Venus dos dies més tard a 11,2 km/s. Durant el descens, va emprar un fre aerodinàmic seguit d'un fre en paracaigudes, per acabar aprofitant un fre atmosfèric. A les 06:30 del 21 de desembre la Venera 12 va aterrar suaument a la superfície de Venus, després d'un descens que havia durat aproximadament 1 hora. La velocitat d'aterratge va ser de 7–8 m/s. Les coordenades d'aterratge van ser 7 ° S 294 ° E.

## Disseny

### Nau espacial
La plataforma de vol Venera 12 portava detectors de vent solar, instruments d'electrons de ionosfera i dos detectors de ràfegues de rajos gamma: el KONUS, construït pels soviètics i el SIGNE 2 de construcció francesa. Els detectors SIGNE 2 van sortir simultàniament amb la Venera 12 i la Prognoz 7 per aconseguir una triangulació de les fonts dels rajos gamma. Abans i després del sobrevol de Venus, la Venera 11 i la Venera 12 van proporcionar perfils de temps detallats de 143 ràfegues de rajos gamma, les primeres catalogacions d'aquests esdeveniments de la història. L'última explosió de rajos gamma reportada per la Venera 12 va ocórrer el 5 de gener de 1980. La Venera 12 va utilitzar el seu espectròmetre ultravioleta per estudiar el cometa Bradfield (C / 1979 Y1) el 13 de febrer de 1980 i va aportar dades espectrofotomètriques fins al 19 de març de 1980.
Llista d'instruments:
- Espectròmetre ultravioleta de 30–166 nm.

- Espectròmetre de plasma compost.

- Detector de ràfegues gamma KONUS.

- Detector d'explosió de raijos gamma SNEG.

- Magnetòmetre.
- 4 comptadors de semiconductors.

- 2 comptadors de descàrrega de gas.
- 4 comptadors de centelleig.

- Telescopi de protons semiesfèric.

La fase activa de la missió científica de la nau va acabar l'abril de 1980. Actualment, la Venera 12 es troba en òrbita heliocèntrica, amb un periheli de 0,69 UA, un afeli de 1,01 UA, una excentricitat de 0,19, una inclinació de 2,3 graus i un període orbital de 284 dies.

### Mòdul d'aterratge
La sonda de descens i aterratge Venera 12 portava instruments dissenyats per a estudiar la composició química detallada de l'atmosfera, el seu equilibri tèrmic i la naturalesa dels núvols. Entre els instruments de bord hi havia un cromatògraf de gasos per a mesurar la composició de l'atmosfera de Venus, instruments per a estudiar la radiació solar dispersa i la composició del sòl, i un dispositiu anomenat Groza dissenyat per a mesurar les descàrregues elèctriques atmosfèriques. Els resultats reportats van incloure evidències de llamps i trons, una alta relació Ar36 / Ar40 i el descobriment de monòxid de carboni a altituds baixes.
Tant la Venera 11 com la Venera 12 tenien mòduls d'aterratge amb dues càmeres, cadascuna dissenyada per a la presa d'imatges en color. Tanmateix no van funcionar perquè la tapa de la lent no es va desprendre després de l'aterratge a causa d'un defecte de disseny.
Llista d'experiments i instruments del mòdul d'aterratge:
- Nefelòmetre de retrodifusió.

- Espectròmetre de masses - MKh-6411.

- Cromatògraf de gasos - Sigma.

- Fluorospectròmetre de raigs X.

- Fotòmetre d'escaneig de 360° - IOAV.

- Espectròmetre (430–1170 nm).

- Micròfon / anemòmetre.

- Sensor de ràdio de baixa freqüència.

- 4 termòmetres.

- 3 baròmetres.

- Acceleròmetre - Bizon.

- Penetòmetre: PrOP-V.

- Dispositiu d'anàlisi de sòls.

- 2 càmeres de color.

- Bateries solars petites - MSB.